# Palača sultana Masuda III.
Palača sultana Masuda III. je bila gaznavidska palača v Gazniju v Afganistanu. Palačo je leta 1112 zgradil sultan Masūd III. (1099-1114/5), sin Ibrahima iz Gaznija.

## Opis
Obstaja del podstavka nad podstavkom s pesmijo v perzijski in kufski pisavi in ena v arabščini. Obstaja marmorni obok z imenom sultana. Na tem mestu je majhno pokopališče, ki vključuje kupolasti zijarat Ibrahima iz Gazne na zahodni strani palače.
- Izrezljan relief iz palače Masuda III
- Izrezljan relief iz palače Masuda III
- Gaznavidska plošča iz palače Masuda III.